# Мария Лиманская
Мария Филиповна Лиманская (Старая Полтавка, Волгоградска област, Съветски съюз; 12 април 1924 г. – Звонарьовка, Саратовска област, Русия; 26 ноември 2024 г.) е руски войник и столетница, служеща в Червената армия през последните три години на Великата отечествена война. Тя е най-известна като младата рускиня, която регулира движението на Бранденбургската врата през 1945 г. след битката за Берлин. Наричана е „Бранденбургската мадона“.
В крайна сметка тя се превръща в символ на победата на съюзниците над нацистка Германия. Често е бъркана с Лидия Спивак, въпреки че по-голямата част от изображенията в интернет са на Спивак, а не на Лиманская.

## Биография

### Младост и военна кариера
Тя е родена на 2 април 1924 г. под името Мария Лиманская и когато навършва 18 години, се присъединява към Червената армия, по-точно през 1942 г., в разгара на Втората световна война. По това време Ставката (съветското висше командване) започва да изпитва недостиг на обучен персонал за подсилване на Източния боен фронт, поради което решава да набира жени и непълнолетни мъже. Около 800 000 жени в крайна сметка ще служат в Червената армия по време на войната. Малко се знае за военната кариера на Лиманская, с изключение на няколко анекдота, в които тя едва не е убита, като например когато напуска сграда секунди преди да бъде бомбардирана или когато се разболява от малария. По време на войната Лиманская регулира движението на войските през Дон под вражески огън, участва в битката за Сталинград и в освобождението на Беларус и Полша.

### Бранденбургската врата и „икона на Победата“
След края на битката за Берлин в началото на май 1945 г. Лиманская е назначена да ръководи трафика на Бранденбургската врата по време на Потсдамската конференция в края на юли. Докато е на рутинна служба, тя е фотографирана, филмирана и интервюирана от Евгений Халдей, журналист от държавната информационна агенция „Телеграфната агенция на Съветския съюз“ (ТАСС).
Нейна снимка е публикувана широко във вестници и списания по целия свят и бързо се превръща в емблематичен образ на победата над нацистка Германия. Тя също така провежда кратък разговор с британския лидер Уинстън Чърчил, докато той минава покрай нея в Потсдам. По-късно Лиманская каза за срещата си с Чърчил: „[той] беше точно такъв, какъвто си го представях, пушещ пура“.

### По-късен живот и брак
След войната тя се завръща към цивилния живот и се омъжва. Бракът не трае дълго и тя трябва да издържа двете си дъщери сама. По-късно се омъжва повторно, но този път за бивш другар, ветеран на име Виктор, с когото остава 23 години до смъртта му.
На 12 април 2024 г. тя навършва 100 години. От 1994 г. живее с дъщеря си в село Звонаревка, Саратовска област, където умира на 26 ноември 2024 г. Оставя след себе си пет внуци, три от които живеят в Германия. По неизвестни причини е известна и като „Анна Павлова“ по телевизията, в документални филми и други медии.